# 夜·店

电影海报

《夜·店》原名超市，是中国于2009年上映的一部喜剧电影。由橙天娱乐、中国电影集团公司和东上海北京分公司共同出品。
本片是导演杨庆的电影处女作，于2008年11月开机。   

## 剧情
故事发生在一个名为“汪汪超市”的24小时营业超市里，彩迷何三水所中彩票因超市老板娘王素芬打错号码导致奖金泡汤，在随后傻侄子轮胎进城找工作被骗后，何三水无奈之下回超市要账，碰巧一个抢劫犯将所抢钻石遗留在店中，何三水在假扮营业员卖货的过程中与超市工作人员，形色各异的顾客以及凶悍的劫匪展开了一段啼笑皆非的故事。

## 制作
- 导演：杨庆
- 编剧：杨庆

## 衍生文化
2022年6月初中文互聯網上開始廣泛傳播相關的二次創作，並發展爲迷因梗王迅找茬

## 演员
- 徐峥 饰 何三水
- 李小璐 饰 唐晓莲
- 乔任梁 饰 李俊伟
- 杨青 饰 王素芬
- 王迅 飾 中年顧客
- 张嘉译 饰 抢劫犯
- 赵英俊 饰 朱辽
- 李伟健 饰 警察
- 王东方 饰 轮胎
- 曹力 饰 出租车司机
- 高军 饰 唱片公司老板
- 叶倩 饰 腰子